# Apeiba membranacea
Apeiba membranacea är en malvaväxtart som beskrevs av Richard Spruce och George Bentham. Apeiba membranacea ingår i släktet Apeiba och familjen malvaväxter. Inga underarter finns listade i Catalogue of Life.